# Prvaci Hrvatske u borbi bikova
Prvaci Hrvatske u borbi bikova:
(popis nepotpun)
- teška kategorija (preko 850 kg):[1]
- 2003.: Golub (vl. Marijana Brtan iz Čepina)[2]
- 2004.:
- 2005.:
- 2006.:
- 2007.:
- 2008.:
- 2009.: Kobra (vl. Josip Ribičić Kuman); drugi finalist Zvizdan (vl. Mate Radanović); natjecalo se na 7. bikijadi na seoskim igrama Radobilja 2009.[3][4]
- 2010.: Garonja (vl. Mate Granić iz Medova Doca); drugi finalist Peran (vl. Mate Radanović iz Kladnjica); natjecalo se na 8. bikijadi na seoskim igrama Radobilja 2010.[5]
- 2011.:
- 2012.:
- 2013.: Musolini (vl. Neven Hrstić iz Drašnica), drugi finalist Medonja (vl. Ivan Popović-Bilić iz župe Radobilje) bio je favorit[1]

- poluteška kategorija:
- 2009.: Gare (vl. Željko Karan iz Ogorja); drugi finalist ?; natjecalo se na 7. bikijadi na seoskim igrama Radobilja 2009.[3]
- 2010.: Medonja (vl. braća Bekavac iz Žeževice); drugi finalist Peran (vl. Ivan Vilić); natjecalo se na 8. bikijadi na seoskim igrama Radobilja 2010.[5]
- 2011.:
- 2012.:
- 2013.: Bizon (vl. Josip Ribičić-Kuman iz Šestanovca); drugi finalist Krilonja (vl. Tonči Mandušić iz Katuna)[1]
- 2014.: Zekonja (vl. Vinko Mamut)[6]

- 2012.: u lakoj, srednjoj i teškoj kategoriji[7]

## Vanjske poveznice
- Zećo Vl.Marko Ivić